# Odendisastein

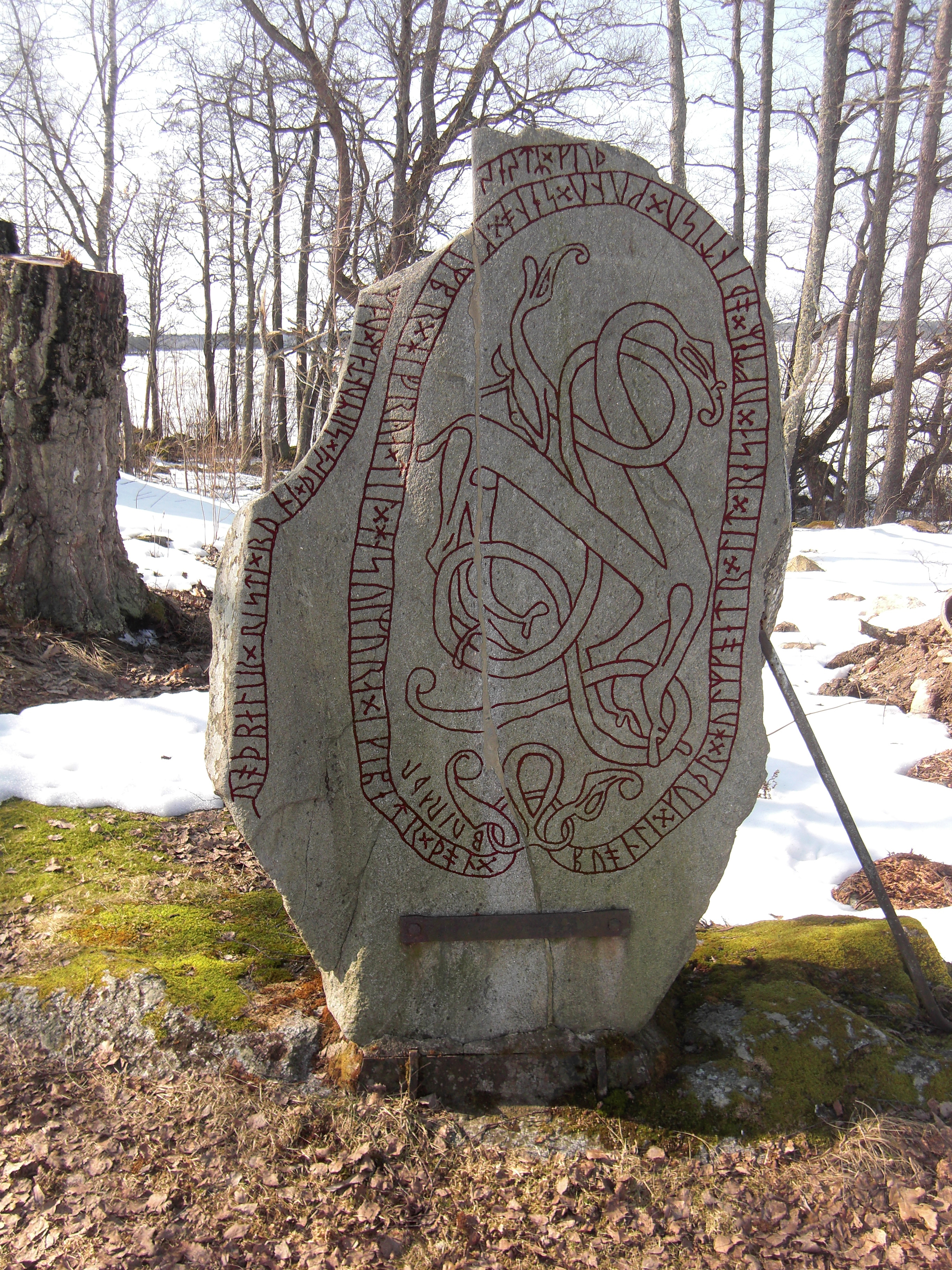
Odendisastein

Der Odendisastein (Nr. Vs 24; schwedisch Odendisastenen – auch Hassmyrastenen) ist ein Runenstein etwa 500 Meter südwestlich der Fläckebo-Kirche bei Sala in Västmanland in Schweden. Der Stein, den der Überlieferung nach ein Bauer in Hassmyra beim Pflügen fand, wird im 17. Jahrhundert zum ersten Mal erwähnt. Jahre später war er in zwei Teile zerbrochen, wurde repariert und im Jahre 1900 am heutigen Standort aufgestellt.
Die Verzierung besteht aus einem inneren Schlangenband mit einem irischen Koppel und einem nur teilweise erhaltenen, umlaufenden äußeren Schlangenband. Die stilistische Schöpfung im Zentrum mit der Darstellung einer Schlange und eines großen Tieres ist eine Mischung aus Ringerike- und Urnesstil. Der Runenstein ist einer der wenigen, der für eine Frau errichtet wurde.
Transliterierung der Runeninschrift (Trenner im Original als × ausgeführt):
- buonti : kuþr : hulmkoetr : lit : resa : ufteR : oþintisu : kunu : seno : kumbr : hifrya : til : hasuimura : iki betr : þon : byi raþr roþbalir : risti : runi : þisa : sikmuntaR : uaR [...] sestR : kuþ

Normalisiert altostnordisch:
- „Bóndi góðr Holmgautr lét reisa eptir Óðindísu, konu sína. Kemr hýfreyja til Hǫsumýra eigi betri, en býi ráðr. Rauð-Ballir risti rúnar þessar. Sigmundar var [Óðindísa] systir góð.“

Übersetzung:
- „Der gute Hausherr Holmgautr ließ errichten nach Odindisa, seiner Ehefrau. Es wird keine bessere Hausfrau nach Hǫsumýrar kommen, die über den Hof bestimmt. Rot-Balli ritzte diese Runen. Sigmundr war seiner Schwester gut.“

Odendisa, runisch oþintisu, ist ein weiblicher Personenname, der hier bisher einzigbelegt ist und als ein Kompositum aus den Gliedern Óðin und Dísa gebildet ist mit mythologischem Bezug zum Götternamen des Odin und dem Gattungsnamen der Disen. Der Name des Holmgautr, runisch hulmkoetr (hier Nominativ), ist sonst nur als Akkusativform in der Inschrift der Runenhäll (Runenplatte) U 210 als hulmkut belegt. Balle ist ein berühmter Runenmeister (schwed. runristare), der etwa 1050 n. Chr. rund um den Mälaren aktiv war.

Odendisastein
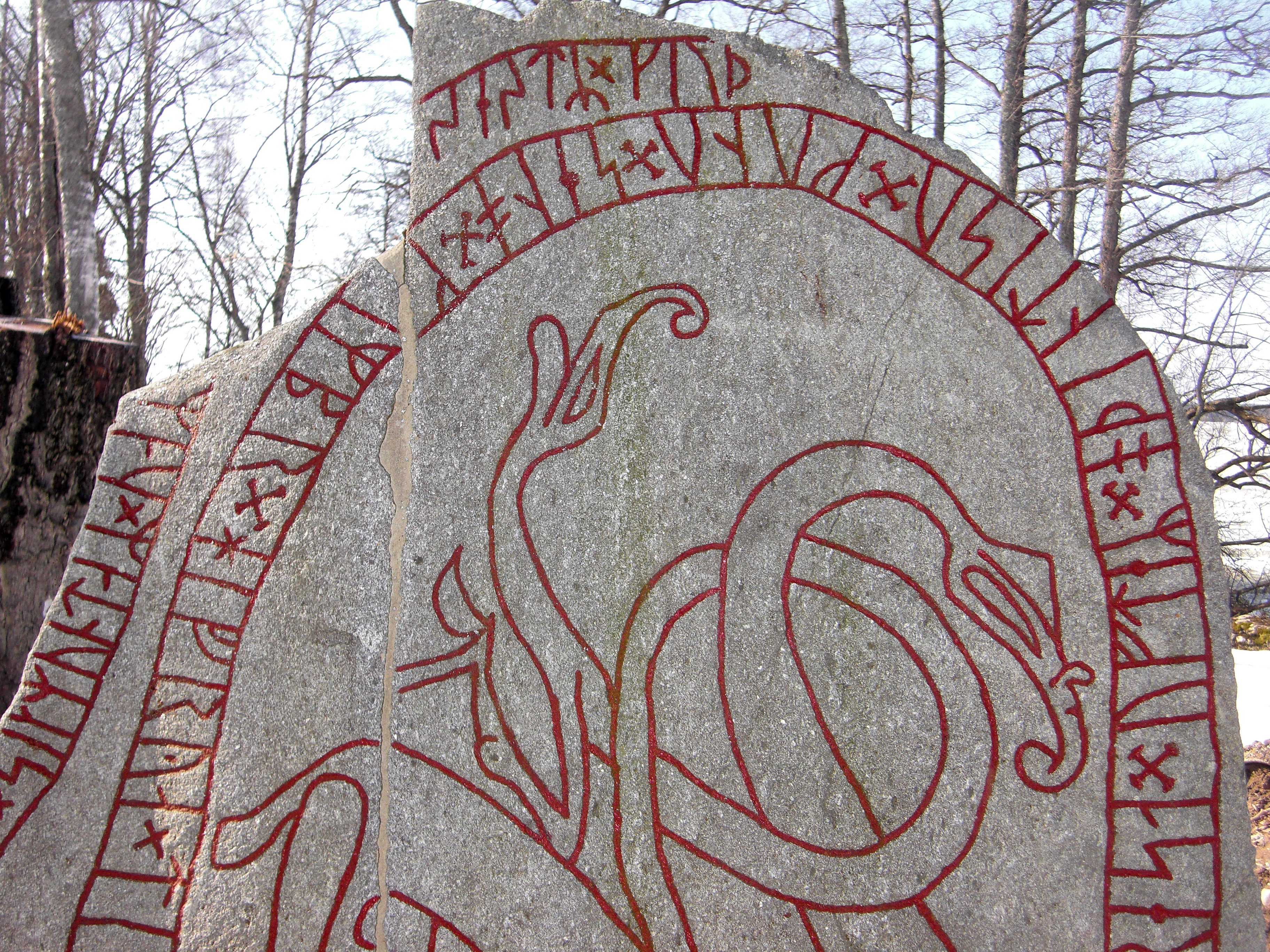
Obere Steinhälfte
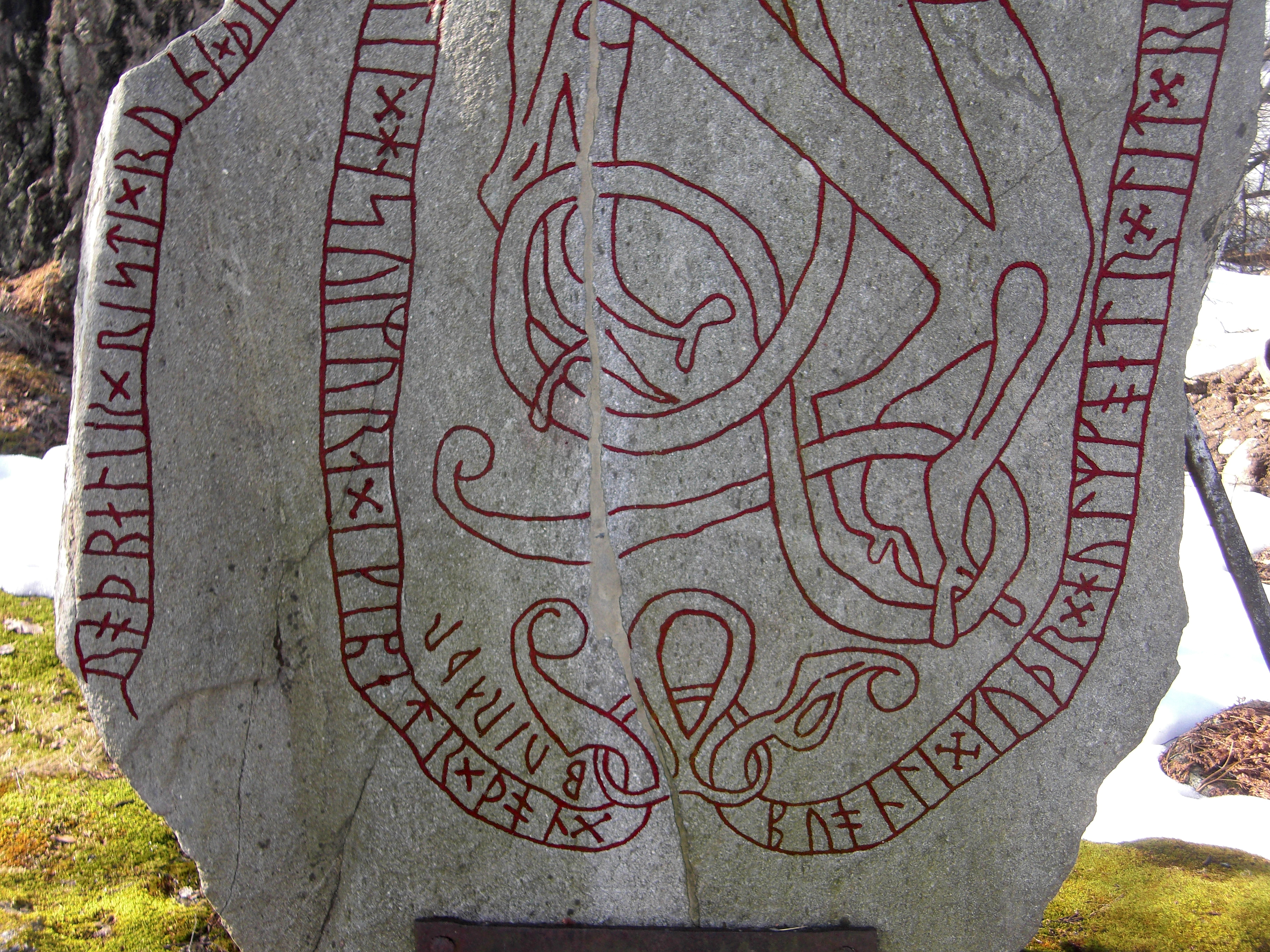
Untere Steinhälfte
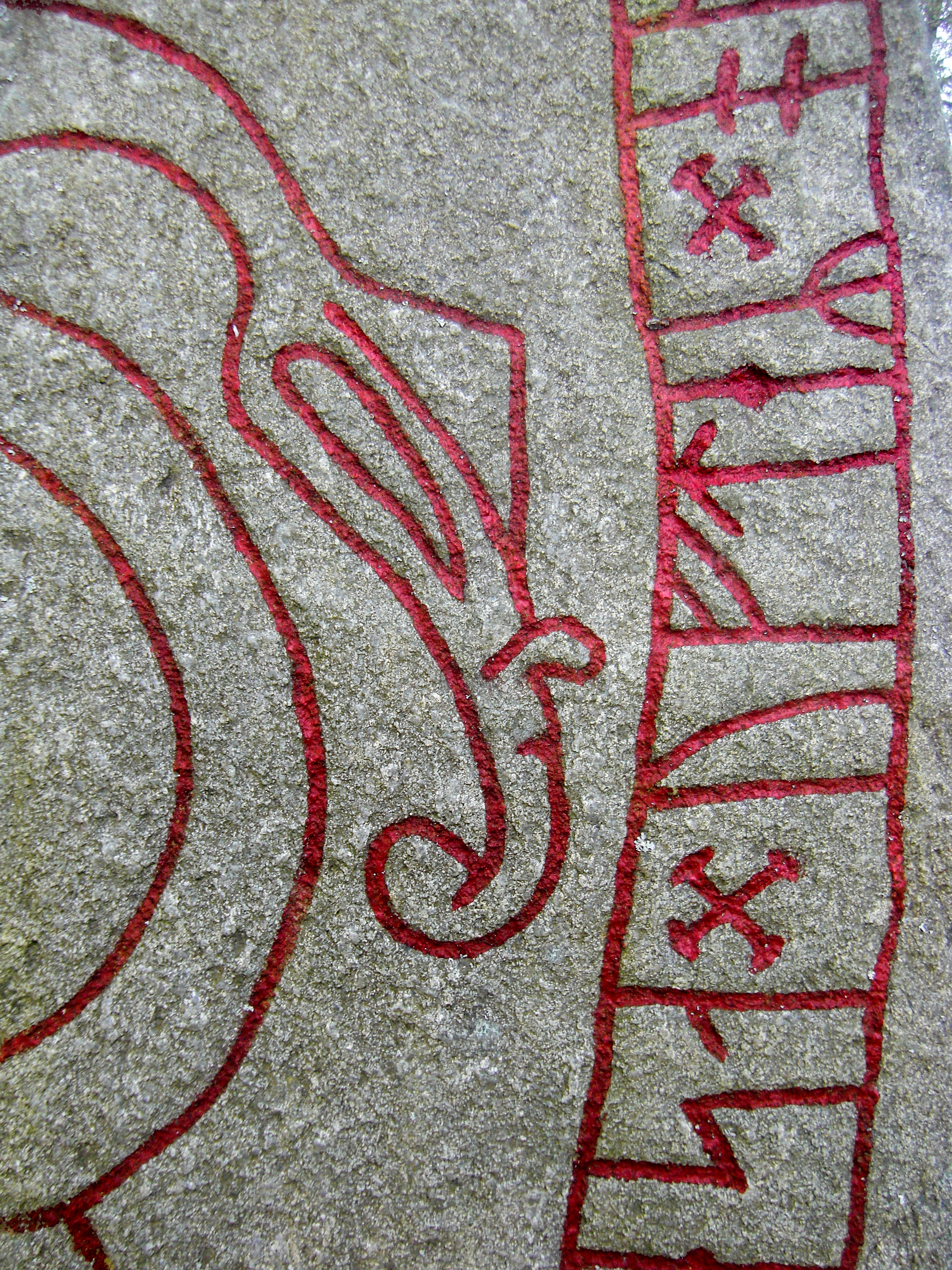
Detail des Kopfes
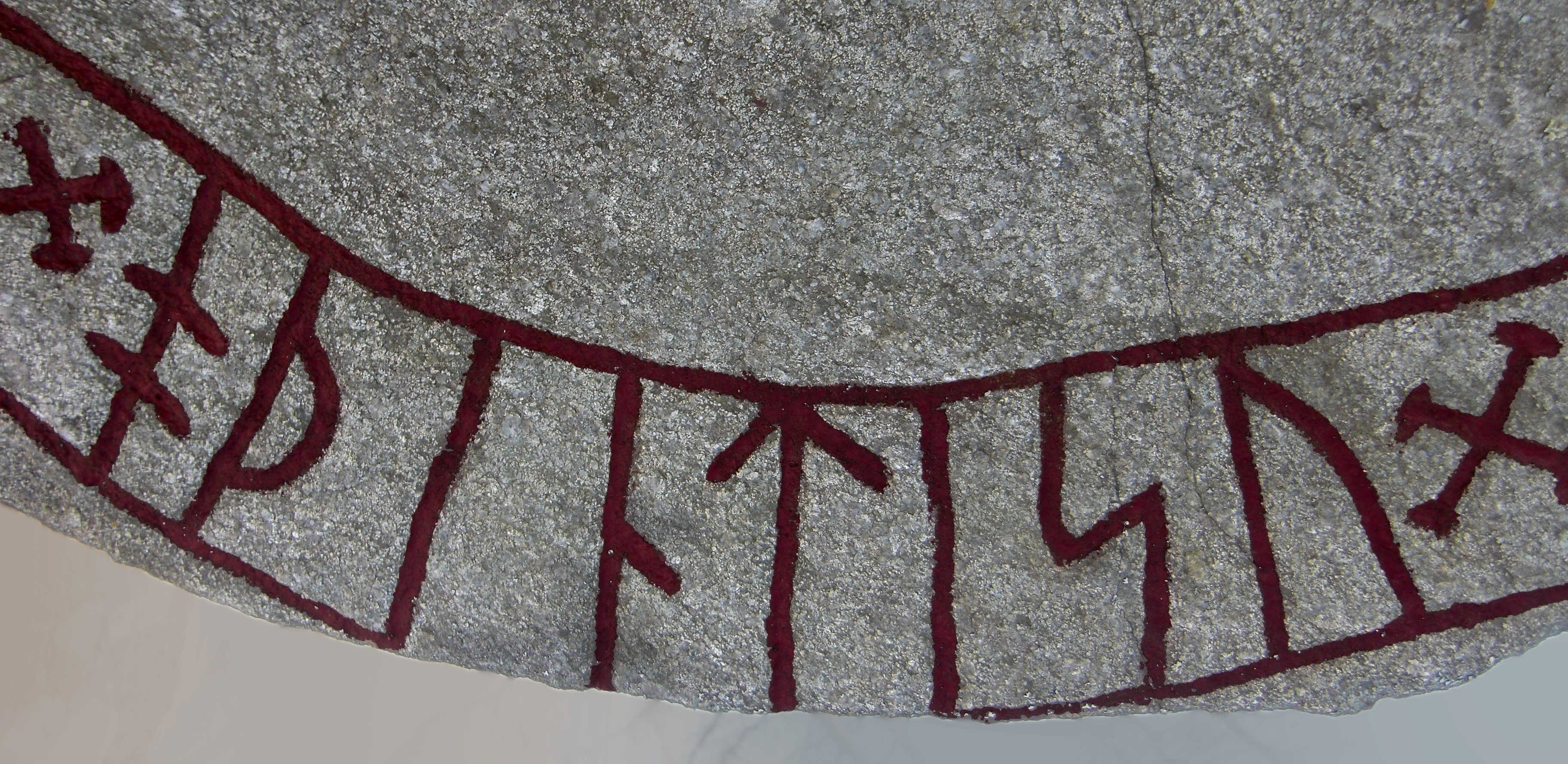
Odendisa zwischen den "x"
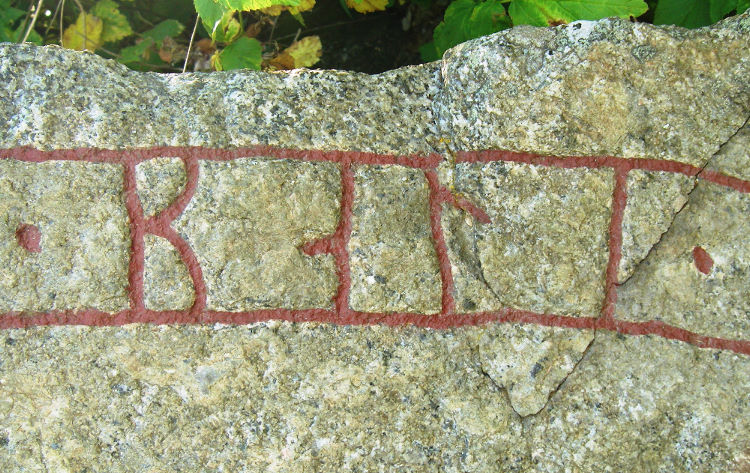
Der Namen “Balle” auf einem Runenstein